# Волфрамит
Волфрамитът е желязо-манган съдържащ минерал на волфрама, описващ се с химическата формула (Fe, Mn)WO4. Представлява междинна форма между минералите ферберит и хюбнерит. Заедно с минерала шеелит, волфрамитът е една от най-важните суровини за добив на волфрам в световен мащаб. Волфрамитът се среща в кварцови жили и пегматитови асоцииации в гранитни интрузивни скали. Често срещани съпътстващи минерали са каситерит, шеелит, кварц, пирит, галенит, сфалерит и арсенопирит.
В миналото голямо количество от минерала е добиван в Бохемия, Саксония и Корнуол. Китай е най-големият доставчик на волфрамови руди с около 60% от световния добив, в това число и на волфрамит. Други страни в които се добива този минерал са Австралия, Боливия, Корея, Португалия, Русия, САЩ и Тайланд.

## Етимология
Името на минерала произлиза от химическия елемент волфрам.

## Употреба
Волфрамитът е високо ценена суровина за производството на волфрам, особено за военни цели. По време на Втората световна война, мини за волфрам са били стратегически ресурс, поради употребата на волфрама при производството на амуниции. Германските индустриални машини са използвали предимно волфрамови карбиди.